# Жимолость шапочная
Жимолость шапочная (лат. Lonicera pileata) — кустарник, вид рода Жимолость (Lonicera) семейства Жимолостные (Caprifoliaceae).

## Экология и ареал
Медленно растущее растение, может переносить затенение.
В природе Жимолость шапочная распространена в горах центрального и западного Китая.

## Ботаническое описание
- Вечнозелёный или полувечнозелёный кустарник высотой до 1,3 м. Почки мелкие. Ветки раскинутые, иногда лежачие.
- Листья 0,5—2 см длиной и 0,2—1,5 см шириной, яйцевидные или ланцетные, с клиновидным основанием, к концу притупленные, сверху тёмно-зелёные, голые, блестящие, снизу бледно-зелёные, слабо опушённые по жилкам, слабо реснитчатые. Черешки короткие.
- Цветки душистые, парные, располагаются на прямостоячих цветоносах около 0,5 см длиной. Венчик двугубый, трубчато-воронковидной формы, белого цвета, нередко с красноватым налётом, около 0,8 см длиной, снаружи железчато опушённый или почти голый. Тычинки и столбик пестика опушённые, длиннее венчика. Завязи свободные. Прицветники шиловидные, по длине почти равные завязи.
- Плоды — ягоды шаровидной формы, красного или фиолетово-пурпурового цвета, просвечивающие.
- Цветёт в мае—июне. Плодоносит в октябре.
- Нередко используется как декоративное растение из-за красивой листвы и плодов.

## Таксономия
Вид Жимолость шапочная входит в род Жимолость (Lonicera) семейства Жимолостные (Caprifoliaceae) порядка Ворсянкоцветные (Dipsacales).
|  |                                      |  |                                                             |                                                             |                       |  | ещё 6 семейств (согласно Системе APG II) | ещё 6 семейств (согласно Системе APG II) |                        |  |  |  | ещё около 180 видов |
|  |                                      |  |                                                             |                                                             |                       |  | ещё 6 семейств (согласно Системе APG II) | ещё 6 семейств (согласно Системе APG II) |                        |  |  |  | ещё около 180 видов |
|  |                                      |  |                                                             | порядок Ворсянкоцветные                                     |                       |  |                                          |                                          | род Жимолость          |  |  |  |                     |
|  |                                      |  |                                                             | порядок Ворсянкоцветные                                     |                       |  |                                          |                                          | род Жимолость          |  |  |  |                     |
|  | отдел Цветковые, или Покрытосеменные |  |                                                             |                                                             | семейство Жимолостные |  |                                          |                                          | вид Жимолость шапочная |  |  |  |                     |
|  | отдел Цветковые, или Покрытосеменные |  |                                                             |                                                             | семейство Жимолостные |  |                                          |                                          |                        |  |  |  |                     |
|  |                                      |  | ещё 44 порядка цветковых растений (согласно Системе APG II) | ещё 44 порядка цветковых растений (согласно Системе APG II) |                       |  |                                          | ещё 4 рода                               | ещё 4 рода             |  |  |  |                     |
|  |                                      |  |                                                             | ещё 44 порядка цветковых растений (согласно Системе APG II) |                       |  |                                          |                                          | ещё 4 рода             |  |  |  |                     |